# Saint-Ouen-l’Aumône
Saint-Ouen-l’Aumône [sɛ̃t‿wɛ̃ lomon] ist eine französische Stadt und Gemeinde mit 25.614 Einwohnern (Stand: 1. Januar 2022) im Département Val-d’Oise in der Region Île-de-France. Sie gehört zum Arrondissement Pontoise und ist der Hauptort des gleichnamigen Kantons. Die Bewohner nennen sich Saint-Ouennais bzw. Saint-Ouennaises.

## Geographie
Die Stadt Saint-Ouen-l’Aumône mit 25.614 Einwohnern (Stand 1. Januar 2022) liegt nördlich von Paris am Fluss der Oise. Nachbargemeinden von Saint-Ouen-l’Aumône sind Pontoise im Westen, Auvers-sur-Oise im Norden, Méry-sur-Oise im Osten, Pierrelaye im Südosten, Herblay-sur-Seine im Süden sowie Éragny im Südwesten.

## Geschichte

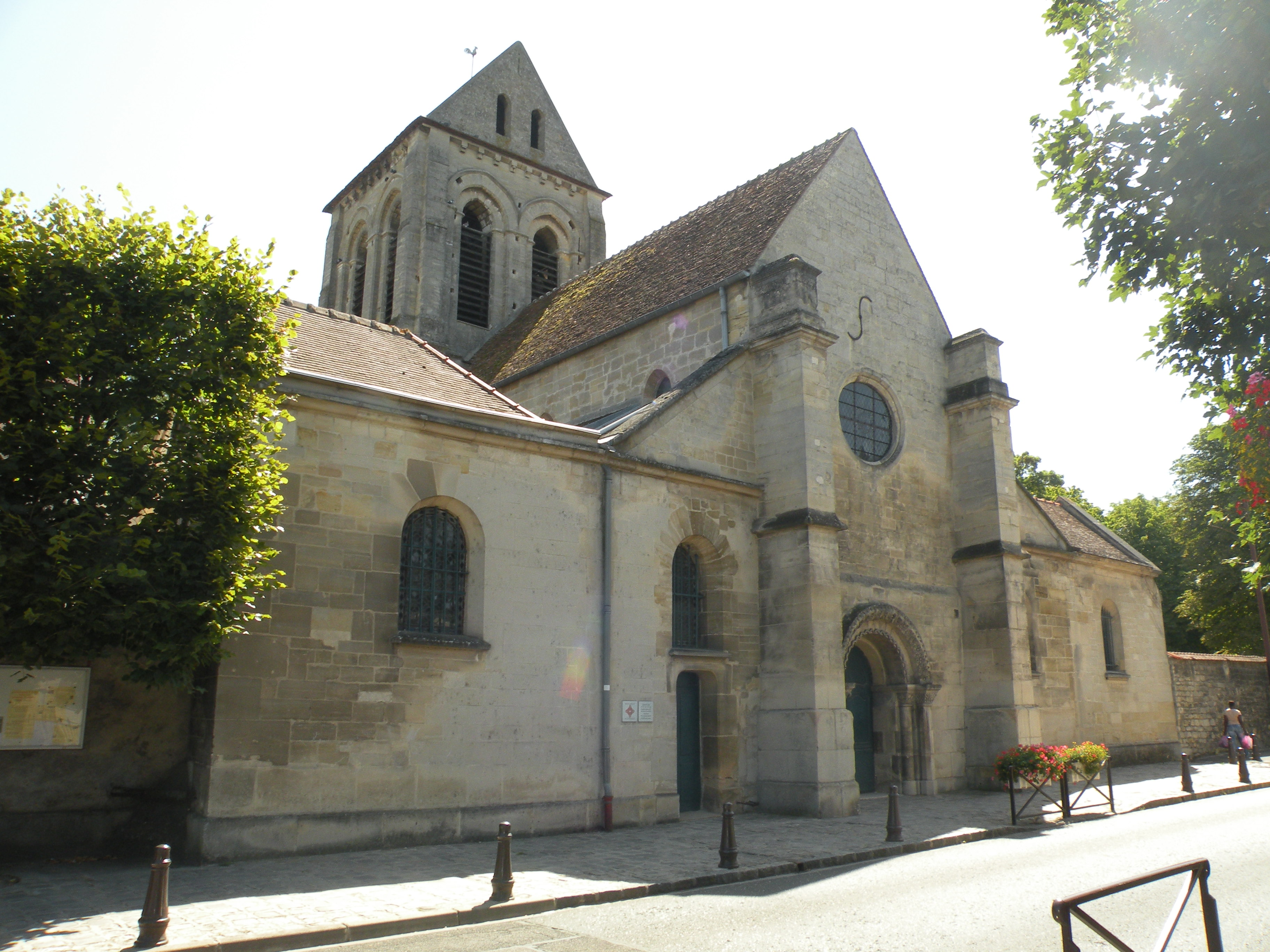
Pfarrkirche Saint-Ouen

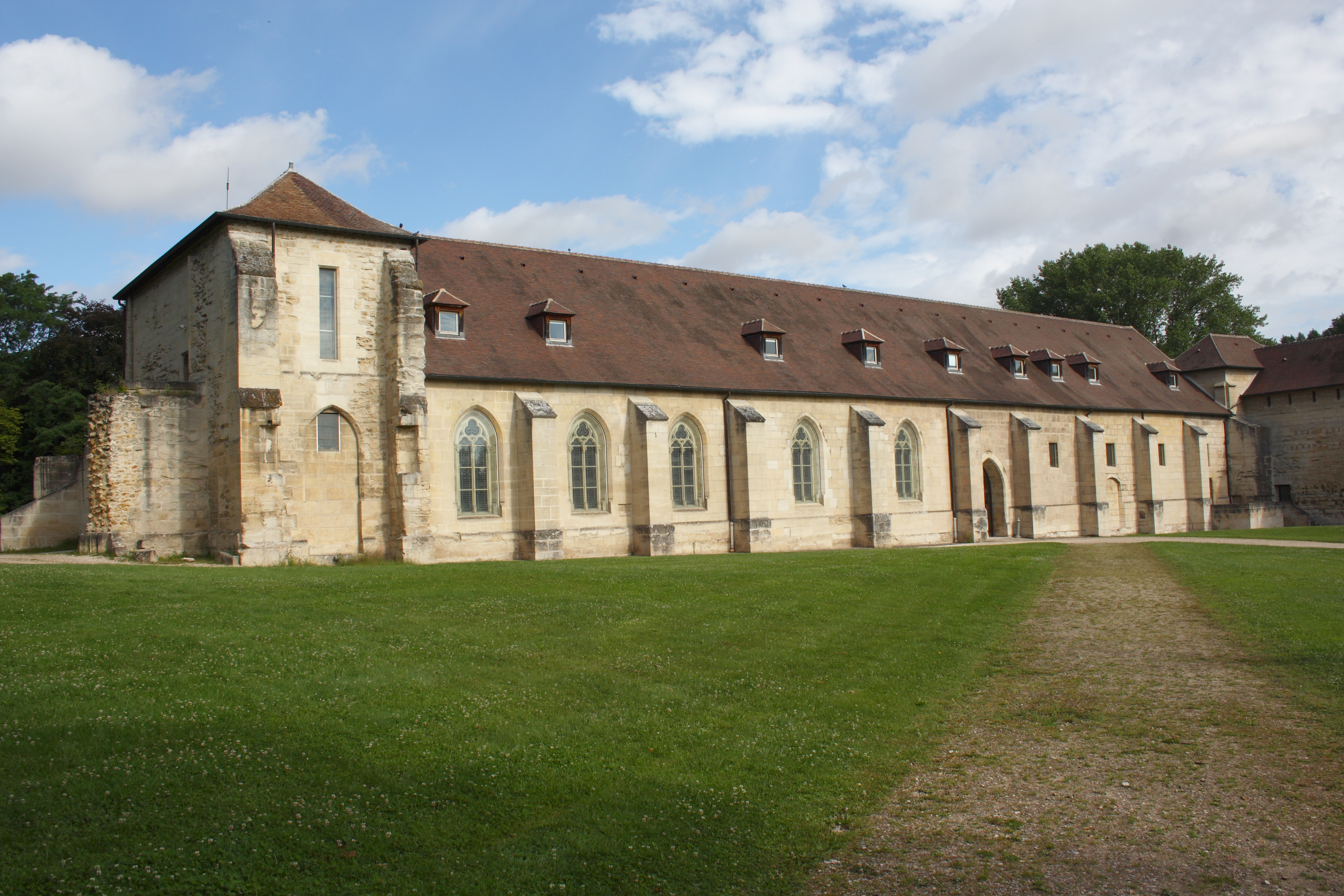
Ehemalige Abtei Maubuisson

Der Ort liegt an einer Römerstraße von Lutetia (Paris) nach Rotomagus (Rouen). Er wurde nach dem heiligen Ouen benannt.

## Bevölkerungsentwicklung
| Jahr      | 1962   | 1968   | 1975   | 1982   | 1990   | 1999   |
| --------- | ------ | ------ | ------ | ------ | ------ | ------ |
| Einwohner | 6.985  | 9.957  | 15.948 | 17.098 | 18.673 | 19.660 |
| Jahr      | 2006   | 2011   | 2018   |        |        |        |
| Einwohner | 22.681 | 23.731 | 24.285 |        |        |        |

## Wirtschaft
Die Stadt hat in ihren vier Gewerbegebieten eine sehr hohe Anzahl von kleinen und mittleren Betrieben angesiedelt. Die über 700 Firmen nehmen 40 % der kommunalen Fläche ein. Im Hafen von Saint-Ouen-l’Aumône wird vor allem Getreide verladen.

## Verkehr
Saint-Ouen-l’Aumône liegt an den Linien H und J des Regionalnetzes Transilien und an der Schnellbahnlinie RER C nach Paris. Die Stadt besitzt insgesamt fünf Bahnhöfe.

## Sehenswürdigkeiten
- Pfarrkirche Saint-Ouen, erbaut ab dem 11. Jahrhundert (Monument historique)[1]
- ehemalige Abtei Maubuisson (Monument historique)[2]
- Parc du château d'Epluches (Schlosspark)[3]
- Taubenturm, 17. Jahrhundert (Monument historique)[4]

## Städtepartnerschaften
- Fano in der italienischen Region Marken ist Partnerstadt von Saint-Ouen.